# Australian Open 2015 – čtyřhra vozíčkářů
Do soutěže čtyřhry vozíčkářů na Australian Open 2015 nastoupily čtyři páry. Obhájcem titulu byla francouzsko-japonská dvojice Stéphane Houdet a Šingo Kunieda, jejíž členové ve finále zdolali britsko-argantinský pár Gordon Reid a Gustavo Fernández po hladkém průběhu 6–2 a 6–1.
Pro Houdeta to byla třetí trofej z úvodního grandslamu sezóny, zatímco Kunieda si připsal již osmý melbourneský titul.

## Nasazení hráčů
1. Stéphane Houdet /  Šingo Kunieda (vítězové)
2. Joachim Gérard /  Maikel Scheffers (semifinále)

## Turnaj
| Legenda                                                       |                                                                        |                                                   |
| - Q – kvalifikant - WC – divoká karta - LL – šťastný poražený | - Alt – náhradník - SE – zvláštní výjimka - PR/SR – žebříčková ochrana | - w/o – bez boje - r – skreč - d – diskvalifikace |

### Pavouk
|  | Semifinále | Semifinále                      | Semifinále                    | Semifinále | Semifinále |                               |   | Finále | Finále | Finále | Finále | Finále |
|  |            |                                 |                               |            |            |                               |   |        |        |        |        |        |
|  | 1          | Stéphane Houdet Šingo Kunieda   | 6                             | 6          |            |                               |   |        |        |        |        |        |
|  |            | Adam Kellerman Nicolas Peifer   | 1                             | 0          |            |                               |   |        |        |        |        |        |
|  |            | Adam Kellerman Nicolas Peifer   | 1                             | 0          | 1          | Stéphane Houdet Šingo Kunieda | 6 | 6      |        |        |        |        |
|  |            |                                 |                               |            |            | Stéphane Houdet Šingo Kunieda | 6 | 6      |        |        |        |        |
|  |            |                                 | Gustavo Fernández Gordon Reid | 2          | 1          |                               |   |        |        |        |        |        |
|  |            | Gustavo Fernández Gordon Reid   | Gustavo Fernández Gordon Reid | 2          | 1          | 6                             | 7 |        |        |        |        |        |
|  |            | Gustavo Fernández Gordon Reid   |                               |            |            | 6                             | 7 |        |        |        |        |        |
|  | 2          | Joachim Gérard Maikel Scheffers | 1                             | 5          |            |                               |   |        |        |        |        |        |